# 항도항 (남해군)
항도항은 대한민국 경상남도 남해군 미조면 항도리에 있는 어항이다. 1995년 7월 6일 지방어항으로 지정하여 관리하고 있다. 시설관리자는 남해군수이다.

## 어항 연혁
- 작은 포구.갯바위 낚시도 즐길수 있는 마을 "감질 나는 파도에 섬이 되기도 하는 일명 목섬(項島)마을" 가인포마을에서 미조소재지 방향으로 2.5km 떨어진 이곳은 남해군을 나비형태의 섬으로 칭한다면 오른쪽 뒷날개 부분쯤 되는 마을이다. 이름만으로는 마치 섬인 듯 여겨지지만 사실은 바다에 비밀이 있다. 그 비밀이란 다름 아닌 항도마을 앞바다에 작은 섬이 있는데 그 섬에 물이 들면 마을과 떨어졌다가 물이 나면 잘록한 바닷길이 드러나 마을과 이어지므로 목항(項)을 써서 항도라 불리게 되었다.

## 어항 시설
- 방파제 57m, 선착장 56m

## 주요 어종
- 멍게, 감성돔, 도다리, 홍합, 메기